# Macrocera trivittata
Macrocera trivittata är en tvåvingeart som beskrevs av Johnson 1922. Macrocera trivittata ingår i släktet Macrocera och familjen platthornsmyggor.
Artens utbredningsområde är Saskatchewan. Inga underarter finns listade i Catalogue of Life.